# Robert Craufurd

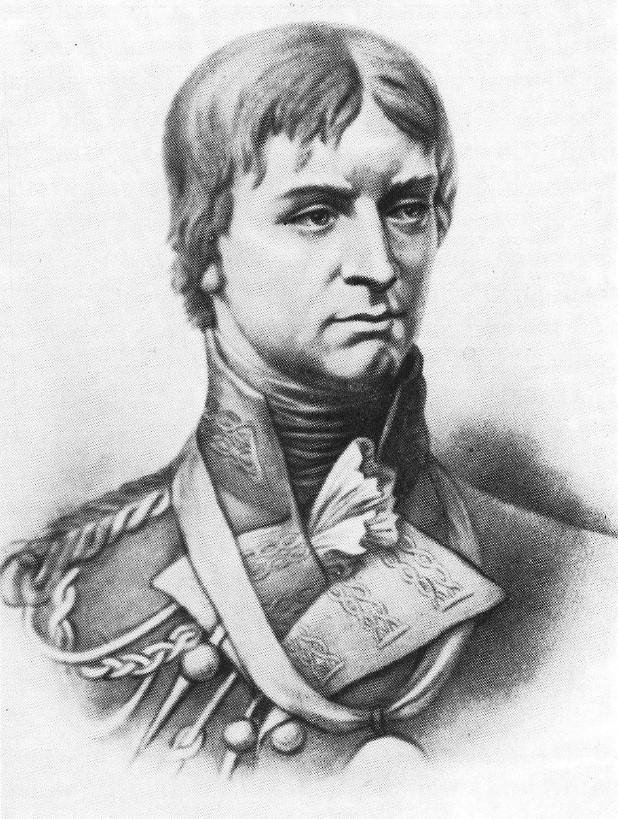
Robert Craufurd

Robert Craufurd (* 5. Mai 1764 in Newark, Ayrshire (Schottland); † 23. Januar 1812 in Ciudad Rodrigo (Provinz Salamanca), Spanien) war ein britischer General und Politiker.

## Leben
Robert Craufurd trat 1779 als Ensign in das 25th Regiment of Foot ein, wurde 1781 zum Lieutenant befördert und wechselte 1783 als Captain zum 75th Regiment of Foot. Mit dieser Einheit kämpfte dann 1790 bis 1792 in Britisch-Indien gegen Tipu Sultan und kehrte 1793 nach England zurück.
1794 begleitete er seinen Bruder, den späteren Lieutenant-General Charles Craufurd zum österreichischen Heer, vertrat eine Zeit lang dessen Stelle und empfahl sich der Regierung durch seine klaren, einsichtsvollen Berichte. Bei seiner Rückkehr wurde er 1797 zum Lieutenant-Colonel befördert und während der Irischen Rebellion 1798 wurde er zum Vize-Generalquartiermeister ernannt.
1799 nahm er als britischer Verbindungsoffizier im Stab General Suworows an dessen Einmarsch in die Schweiz teil und wurde dann zur holländischen Expeditionsarmee des Duke of York kommandiert.
Von 1800 bis 1805 war als er Abgeordneter für das Borough East Retford in Northumberland Mitglied des House of Commons. 1805 wurde er zum Colonel befördert, nahm ab 1807 im Rahmen der britischen Invasionen am Río de la Plata unter General John Whitelocke am Angriff auf Buenos Aires teil und befehligte dabei als Brigadier-General die Vorhut. 
Als Major-General segelte er 1807 mit Sir David Baird zur Iberischen Halbinsel, wo Bairds Korps mit den Truppen von Sir John Moore am 20. Dezember in Mayorga zusammentraf. Craufurds Truppen waren wiederholt in Kämpfe verwickelt, besonders am 28. Dezember in Castro Gonzalo. Am 31. Dezember wurde die leichte Division unter dem Kommando von Carl von Alten und Craufurd nach Vigo gesandt, wo sie sich nach England einschiffte. 
Nach der Rückkehr der englisch-alliierten Truppen auf die Halbinsel führte er bei der Schlacht von Talavera 29. Juli 1809 dem Lord Wellington Verstärkung zu, zeichnete sich bei Almeida und Coimbra und bei der Belagerung von Ciudad Rodrigo aus, wurde aber am 19. Januar beim Sturm auf diese Festung tödlich verwundet und starb fünf Tage darauf, am 23. Januar 1812.
Zum Gedenken an General Craufurd ist an der Stadtmauer von Ciudad Rodrigo, in der Nähe des Mauerdurchbruchs, bei dessen Erstürmung er fiel, eine Gedenkplakette angebracht. Außerdem wurde für ihn und General Mackinnon, der ebenfalls bei dem Sturm auf Ciudad Rodrigo fiel, in der Londoner St Paul’s Cathedral ein Denkmal errichtet.